# Jodeci
Jodeci (/ˈdʒoʊdəsi/) is een Amerikaanse r&b-kwartet bestaande uit de broers Donald (DeVanté Swing) en Dalvin (Mr. Dalvin) DeGrate en de broers Cedric (K-Ci) en Joel (JoJo) Hailey. De leden van Jodeci, opgericht in 1989 in Charlotte, North Carolina, begonnen hun muzikale carrière als twee duo's en bundelden, na jaren van beperkt succes, hun krachten. Nadat ze in 1991 een contract hadden getekend bij Uptown Records, begon de groep te werken aan hun debuutalbum, Forever My Lady, wat hen mainstream succes opleverde met de Billboard Hot 100-single Come and Talk to Me en het titelnummer van het album.
Het kritische en commerciële succes van de groep zette zich voort met de releases van Diary of a Mad Band (1993), en ook met The Show, the After Party, the Hotel (1995), waar de groep experimenteerde met verschillende muziekstijlen die doorgaans niet geassocieerd worden met traditionele R&B. Jodeci verwerkte hiphop-soul, gospel en new jack-swing in hun muziek, wat ertoe leidde dat de groep in de jaren negentig een prominente rol speelde bij hiphopartiesten. Elk album dat in deze periode door de groep werd uitgebracht, behaalde een platina-certificering door de Recording Industry Association of America (RIAA) en hielp het genre opnieuw te definiëren, waardoor ontwikkelingen op het gebied van thematische en muzikale inhoud binnen R&B mogelijk waren.
In 1996 kondigden ze een pauze aan - hoewel ze als groep aan muziek bleven werken - wat K-Ci & JoJo ertoe bracht om als duo verder te gaan en vijf albums uit te brengen tot 2013, toen de groep herenigd werd voor hun vierde studioalbum: The Past, the Present, the Future (2015). Jodeci heeft tot nu toe wereldwijd meer dan 20 miljoen platen verkocht. Complex magazine rangschikt de groep op de eerste plaats op hun "1990s Male R&B Group Pyramid of Excellence"-lijst in 2014, een van de meest invloedrijke groepen van de jaren negentig, en de beste R&B-groep aller tijden. Damon Hart was hun laatste manager.

## Levensloop
Vanaf eind jaren zeventig begonnen DeVanté Swing en Mr. Dalvin muziek te maken in de Christ Tabernacle Pentecostal Church – de kerk van hun vader – in Charlotte, North Carolina. Hun vader, dominee Donald DeGrate, Sr. was een aantal jaren een baanbrekende zwarte televangelist bij het Christian Broadcasting Network (CBN) voordat zijn muziekcarrière in 1979 een vlucht nam. Dat jaar nam hij een hit op met zijn groep, de Don DeGrate Delegation, getiteld "I Wanna Be Ready". Kort daarna tekende hij een platencontract bij het in Nashville, Tennessee gevestigde WORD Records. Gedurende deze periode waren DeVanté Swing en Mr. Dalvin op reis en traden ze op met hun vader en andere gospelartiesten. Tegen de tijd dat ze tieners waren, waren ze ervaren muzikanten en artiesten.
Rond de tijd dat de Don DeGrate Delegation succesvol werd, begon K-Ci te zingen in de Tiny Grove Holiness Church, de kerk van zijn familie, in Pageland, South Carolina. Een paar jaar later verhuisden K-Ci en zijn jongere broer JoJo naar Baltimore, en werden ze een integraal lid van een ensemble in kwartetstijl, Little Cedric and the Hailey Singers met hun vader, Cliff Hailey. In 1983 brachten ze hun debuutalbum I'm Alright Now uit op GosPearl Records. Het jaar daarop belandde hun groep bovenaan de Billboard Gospel Albums-hitlijst nadat ze hun tweede album, Jesus Saves, hadden uitgebracht. Een jaar later brachten ze opnieuw een succesvol album uit, God’s Blessing. Tijdens hun periode samen maakte het collectief vergelijkingen met het R&B-kwartet uit de jaren zeventig, The Chi-Lites. De vijftienjarige K-Ci werd vanwege zijn vocale genialiteit de Michael Jackson van de gospelmuziek genoemd. Het gezin verhuisde uiteindelijk naar Monroe, North Carolina, en de broers maakten kennis met de gebroeders DeGrate. In een interview uit 2011 zei Mr. Dalvin: "We leerden een paar meiden van de gospelgroep UNITY kennen. Hun namen waren Barbara Jean en Poo-Poo. [...] Poo-Poo had iets met K-Ci voordat we elkaar überhaupt ontmoet hadden. Barbara Jean zei altijd tegen ons dat we K-Ci and JoJo zouden moeten ontmoeten. We hadden eerder van hun gehoord, maar ze nog nooit ontmoet." Korte tijd na hun ontmoeting gingen de twee sets van broers samenwerken.
Op 16-jarige liep DeVanté Swing weg van huis naar Minneapolis, in de hoop Paisley Park Studios te bezoeken om auditie te doen bij Prince. DeVanté Swing zou later zeggen: "Ik was elke dag in Paisley Park aan het smeken om een baan en vroeg mensen om naar mijn tape te luisteren. De receptioniste bleef maar zeggen dat ze me niet kon helpen". De afwijzing motiveerde DeVanté Swing om terug te verhuizen naar North Carolina en te werken aan het verbeteren van zijn zangteksten en productievaardigheden. Bij aankomst ging Swing door met opnemen met de extra leden van de groep, vormde uiteindelijk Jodeci, en begon te werken aan een demotape om aan de platenbazen te presenteren. De naam Jodeci is een afkorting van alle ledennamen. "Jo" komt van JoJo, "De" komt van de achternaam van de gebroeders DeGrate, en Ci komt van K-Ci.
De groep vertrok op een dag naar New York met drie demotapes waarop totaal 29 nummers stonden, met de verwachting een platencontract te tekenen bij het startende Uptown Records. Bij aankomst in New York, en zonder te weten waar het kantoor van de MCA-dochteronderneming was gehuisvest, gebruikte de groep een telefoonboek om het adres van het bedrijf te vinden, gelegen aan Clinton Street in Brooklyn. DeVanté Swing zei later over de ondertekening: "we hadden geen afspraak, maar ik wist wat Uptown was, en ik wilde dat we bij hun tekenden." Het verhaal gaat dat de A&R medewerker van Uptown Records, Kurt Woodley, vond dat de demo's te weinig "bump" had. G-Whiz van Heavy D and The Boyz, een van de artiesten onder het platenlabel, ving echter geluiden op en haalde Heavy D erbij. Nadat Heavy D de groep had gehoord, haalde die op z'n beurt Uptown's president en CEO, Andre Harrell, over om de jonge mannen te horen zingen. De groep zong toen "Come and Talk to Me" en "I'm Still Waiting" live voor hem. Harrell nam de groep nog diezelfde avond mee uit eten om ze een platencontract aan te bieden.
Jodeci werd toegewezen aan Uptown-stagiair Sean Combs, die de taak op zich nam om de nieuwe act te ontwikkelen. Als tegenwicht voor de meer elegante looks die prominent aanwezig zijn in de R&B, zoals die van New Edition en Boyz II Men, creëerde Mr. Dalvin het bad boy-imago van de groep. Combs hielp dit imago erdoor te krijgen bij Andre Harrell, waarbij hiphop-mode, zoals honkbalpetten en Timberland-schoenen, de groep's kenmerkende stijl werd. De groep werd gelanceerd na het verzorgen van de achtergrondzang op het nummer "Treat Them Like They Want to Be Treated" van de Amerikaanse rapartiest Father MC en trad op 11 juni 1991 live op bij Soul Train.

## Leden
Huidig
- DeVante Swing – (1989–nu) (producer, tekstschrijver, achtergrondzang; bariton)
- Mr. Dalvin – (1989–nu) (producer, tekstschrijver, achtergrondzang; tweede tenor)
- K-Ci – (1989–nu) (leadzanger, tekstschrijver, tenor/bariton)
- JoJo – (1989–nu) (leadzanger, tekstschrijver, tenor

## Discografie
Studio albums
- Forever My Lady (1991)
- Diary of a Mad Band (1993)
- The Show, the After Party, the Hotel (1995)
- The Past, the Present, the Future (2015)